# Orientamento sessuale ego-distonico
L'orientamento sessuale ego-distonico è un disturbo mentale ego-distonico caratterizzato dall'avere un orientamento sessuale o un'attrazione che è in contrasto con l'immagine idealizzata di sé, circostanza che causa ansia e il desiderio di cambiare il proprio orientamento o di sentirsi più a proprio agio con il proprio orientamento sessuale. Non descrive l'orientamento sessuale innato in sé, ma un conflitto tra l'orientamento sessuale che si desidera avere e l'orientamento sessuale che si possiede effettivamente.

## Classificazione
L'Organizzazione Mondiale della Sanità (OMS) annovera l'orientamento sessuale ego-distonico nell'ICD-10 come un disturbo dello sviluppo e dell'orientamento sessuale. La diagnosi dell'OMS si applica quando l'identità di genere o l'orientamento sessuale sono chiari, ma un paziente ha un altro disturbo comportamentale o psicologico che lo spinge a desiderare di cambiarlo. Il manuale diagnostico sottolinea che un orientamento sessuale non è un disturbo in sé.
Allo stesso tempo, l'American Psychological Association si è ufficialmente opposta alla categoria dell'omosessualità ego-distonica dal 1987. Nel 2007, una task force dell'American Psychological Association ha intrapreso una revisione approfondita della ricerca esistente sull'efficacia della terapia riparativa. Il loro rapporto ha rilevato che la ricerca metodologicamente valida sugli sforzi per il cambiamento dell'orientamento sessuale (sexual orientation change efforts, SOCE) era molto scarsa e che i "risultati di ricerche scientificamente valide indicano che è improbabile che gli individui siano in grado di ridurre le attrazioni per lo stesso sesso o aumentare l'attrazione per l'altro sesso grazie ai SOCE." Inoltre, la task force ha scoperto che "non ci sono studi metodologicamente validi dei recenti SOCE che consentirebbe alla task force di fare una dichiarazione definitiva sul fatto che i recenti SOCE siano sicuri o dannosi, e per chi". La categoria diagnostica di "omosessualità ego-distonica" è stata rimossa dal DSM dell'American Psychiatric Association nel 1987 (con la pubblicazione del DSM-III-R). I disturbi sessuali sono ancora presenti nel DSM nella categoria "disturbo sessuale non altrimenti specificato". Uno dei disturbi in questa categoria è il "disagio persistente e marcato riguardo al proprio orientamento sessuale", che può essere considerato simile a quello che l'OMS descrive come orientamento sessuale ego-distonico. Il gruppo di lavoro che esamina le modifiche per l'ICD-11 riferisce che le classificazioni nella sezione F66 non sono clinicamente utili e ne raccomanda l'eliminazione.

## Diagnosi
Quando l'OMS ha rimosso la diagnosi di omosessualità come disturbo mentale nell'ICD-10, ha incluso la diagnosi di orientamento sessuale ego-distonico in "Disturbi psicologici e comportamentali associati allo sviluppo e all'orientamento sessuale". L'ICD-10 dell'OMS diagnostica l'orientamento sessuale ego-distonico così:
L'OMS sottolinea che per i codici sotto F66 "l'orientamento sessuale di per sé non deve essere considerato un disturbo".
A volte ai pazienti viene ancora diagnosticato questo problema. Questo è spesso il risultato di atteggiamenti sfavorevoli e intolleranti della società o di un conflitto tra impulsi sessuali e sistemi di credenze religiose.

## Terapia
Ci sono molti modi in cui una persona può adoperarsi per una terapia per l'orientamento sessuale ego-distonico associato all'omosessualità. Non esiste una terapia nota per altri tipi di orientamenti sessuali ego-distonici. La terapia può essere finalizzata a cambiare l'orientamento sessuale, il comportamento sessuale o aiutare un cliente a sentirsi più a proprio agio con il proprio orientamento e comportamento sessuale. Associazioni per i diritti umani hanno accusato alcuni Paesi di eseguire questi trattamenti su omosessuali egosintonici. Il trattamento può prevedere tentativi di cambiamento dell'orientamento sessuale o trattamenti per alleviare lo stress. Inoltre, alcune persone cercano metodi non professionali, come la consulenza religiosa o la partecipazione a un gruppo di ex gay.

### Affermazione LGB
La psicoterapia affermativa gay aiuta le persone LGB a esaminare e accettare il proprio orientamento sessuale e le relazioni sessuali correlate. Gli psicologi e tutti i professionisti medici tradizionali sostengono che l'omosessualità e la bisessualità non sono indicative di malattia mentale. Per molti anni la psichiatria ha visto l'omosessualità come una malattia mentale; questo iniziò a cambiare nel 1973. Le attuali linee guida invece incoraggiano gli psicoterapeuti ad aiutare i pazienti a superare lo stigma dell'omosessualità piuttosto che cercare di cambiare il proprio orientamento sessuale.
Poiché alcuni professionisti della salute mentale non hanno familiarità con le difficoltà sociali del processo di coming out, in particolare per altri fattori come età, razza, etnia o affiliazione religiosa, sono incoraggiati dall'APA a saperne di più su come i clienti gay, lesbiche e bisessuali affrontano la discriminazione nelle sue varie forme. Molti gay e lesbiche vengono rifiutati dalle proprie famiglie e formano proprie relazioni familiari e sistemi di supporto che possono anche non essere familiari ai professionisti della salute mentale, i quali sono incoraggiati a prendere in considerazione la diversità delle relazioni estese al posto della famiglia. Nella psicoterapia affermativa gay, gli psicologi sono incoraggiati a riconoscere in che modo i loro atteggiamenti e le loro conoscenze sulle questioni omosessuali e bisessuali possono essere rilevanti per la valutazione e il trattamento e cercano consulti o referenze appropriate quando indicato. Gli psicologi si sforzano di comprendere i modi in cui la stigmatizzazione sociale (cioè il pregiudizio, la discriminazione e la violenza) pone rischi per la salute mentale e il benessere dei clienti omosessuali e bisessuali. Gli psicologi si sforzano di capire come le visioni inaccurate o pregiudizievoli dell'omosessualità o della bisessualità possano influenzare la presentazione del cliente durante il trattamento e il processo terapeutico.
Per alcuni clienti, agire sull'attrazione per lo stesso sesso potrebbe non essere una soluzione soddisfacente in quanto potrebbe essere in conflitto con le loro convinzioni religiose; i professionisti d'aiuto possono affrontare una situazione del genere né rifiutando né promuovendo il celibato. Douglas Haldeman ha sostenuto che per le persone che cercano una terapia a causa della frustrazione che circonda "differenze interne apparentemente inconciliabili" tra "il loro sé sessuale e religioso ... non può essere indicato né un approccio gay-affermativo né un approccio di terapia di conversione," e che "proprio come i terapeuti nel mondo religioso dovrebbero astenersi dal patologizzare i loro clienti LGB... così anche i professionisti dell'affermazione gay dovrebbero astenersi dal svalutare apertamente o sottilmente coloro che sposano identità religiose conservatrici". I dati suggeriscono che i clienti generalmente giudicano inutili i terapeuti che non rispettano i risultati dell'identità basati sulla religione.
Una delle aree di ricerca emergenti riguardanti la psicoterapia affermativa gay è correlata al processo di aiutare le persone LGBTQ provenienti da ambienti religiosi a sentirsi a proprio agio con il loro orientamento sessuale e di genere. Le analisi narrative dei rapporti dei medici riguardanti la psicoterapia affermativa gay suggeriscono che la maggior parte dei conflitti discussi nel contesto terapeutico da uomini gay e dai loro parenti di estrazione religiosa sono legati all'interazione tra famiglia, sé e religione. I medici riferiscono che gli uomini gay e le loro famiglie lottano più spesso contro l'istituzione, la comunità e le pratiche religiose piuttosto che direttamente con Dio. Chana Etengoff e Colette Daiute riportano nel Journal of Homosexuality che i medici affrontano più frequentemente queste tensioni enfatizzando le strategie di mediazione per aumentare la consapevolezza di sé, cercare supporto secolare e aumentare la comunicazione positiva tra i membri della famiglia.

#### Gruppi di sostegno LGB
I gruppi LGB aiutano a contrastare e arginare lo stress, l'emarginazione e l'isolamento delle minoranze. Si concentrano sull'aiutare una persona con orientamento sessuale ego-distonico ad accettare il proprio orientamento sessuale.

### Sforzi di cambiamento dell'orientamento sessuale
Una task force commissionata dall'APA ha scoperto che l'identità religiosa e il modo in cui si identifica esternamente il proprio orientamento sessuale (identità dell'orientamento sessuale) possono svilupparsi nel corso della vita. La psicoterapia, i gruppi di supporto e gli eventi della vita possono influenzare il modo in cui ci si identifica nel privato e pubblicamente. Allo stesso modo, la consapevolezza di sé e la concezione di sé possono evolvere durante il trattamento. Alcuni professionisti insistono sul fatto che il miglioramento può essere visto nell'adattamento emotivo (auto-stigma e riduzione della vergogna) e nelle convinzioni personali, nei valori e nelle norme (cambiamento di convinzioni religiose e morali, comportamenti e motivazioni). Tuttavia, un tale approccio al trattamento è ampiamente considerato come scarsamente consigliato, rischioso e potenzialmente dannoso per l'individuo.
L'American Psychological Association "incoraggia i professionisti della salute mentale a evitare di travisare l'efficacia degli sforzi di cambiamento dell'orientamento sessuale promuovendo o promettendo un cambiamento nell'orientamento sessuale quando si fornisce assistenza a individui angosciati dall'orientamento sessuale proprio o altrui e conclude che i benefici riportati dai partecipanti negli sforzi per cambiare l'orientamento sessuale possono essere ottenuti attraverso approcci che non tentano di cambiare l'orientamento sessuale". L'APA ha esaminato la ricerca sull'efficacia degli sforzi per cambiare l'orientamento sessuale e ha concluso che non c'erano prove sufficienti per dimostrare se questi fossero efficaci o meno. I partecipanti hanno segnalato sia i danni che i benefici di tali sforzi, ma non è stata determinata alcuna relazione causale tra il beneficio o il danno. Secondo un recente studio dell'APA, i partecipanti che hanno riportato danni hanno generalmente riferito "rabbia, ansia, confusione, depressione, dolore, senso di colpa, disperazione, relazioni deteriorate con la famiglia, perdita di sostegno sociale, perdita di fede, scarsa immagine di sé, isolamento sociale, difficoltà di intimità, immagini intrusive, ideazione suicidaria, odio per se stessi e disfunzione sessuale. Queste segnalazioni di percezioni di danno sono contrastate da resoconti di percezioni di sollievo, felicità, relazioni migliorate con Dio e miglioramento percepito dello stato di salute mentale".
Nessuna delle principali organizzazioni di professionisti della salute mentale ha approvato gli sforzi per cambiare l'orientamento sessuale e praticamente tutti hanno adottato dichiarazioni che mettono in guardia i professionisti d'aiuto e l'utenza sui trattamenti che pretendono di cambiare l'orientamento sessuale.

#### Terapia di conversione
L'APA ha categoricamente respinto la cosiddetta terapia di conversione (a volte chiamata terapia "ex-gay") come improduttiva e potenzialmente dannosa.
Una versione della terapia di conversione, la Gender Wholeness Therapy è stata progettata da un ex counsellor gay, David Matheson. L'enfasi nel counselling di Matheson era sull'aiutare gli uomini, tutti i suoi clienti erano maschi, a sviluppare 'integrità di genere' affrontando problemi emotivi e costruendo legami sani con altri uomini. Sosteneva di credere che aiutasse a ridurre i desideri omosessuali. Nel 2019, il signor Matheson ha annunciato che intendeva divorziare dalla moglie e vivere il resto della sua vita come un uomo apertamente gay.
Un'altra variante della terapia di conversione, la "terapia affermativa di genere", è stata descritta da A. Dean Byrd come segue: "La premessa di base della terapia affermativa di genere è che le variabili sociali ed emotive influenzano l'identità di genere che, a sua volta, determina l'orientamento sessuale. Il lavoro del terapeuta è aiutare le persone a comprendere il loro sviluppo di genere. Successivamente, tali individui sono in grado di fare scelte coerenti con il loro sistema di valori. L'obiettivo della terapia è aiutare i clienti a sviluppare pienamente la loro identità maschile o femminile".
Diverse organizzazioni hanno avviato ritiri guidati da coach volti ad aiutare i partecipanti a diminuire i desideri verso lo stesso sesso.

### Terapia esplorativa
L'APA ha specificamente sconsigliato gli sforzi per il cambiamento dell'orientamento sessuale e incoraggia i professionisti ad aiutare coloro che cercano il cambiamento dell'orientamento sessuale utilizzando una terapia affermativa multiculturalmente competente che riconosce l'impatto negativo dello stigma sociale sulle minoranze sessuali e bilancia i principi etici di beneficio e non-maleficio, giustizia e rispetto dei diritti e della dignità delle persone. Se un cliente vuole cambiare il proprio orientamento sessuale, il terapeuta dovrebbe aiutare il cliente a valutare le ragioni alla base dei suoi obiettivi.

## Relazione con la religione
I termini egodistonico ed egosintonico sono usati all'interno della Chiesa cattolica romana in quanto, secondo l'avvocato per i diritti dei gay Bernard Lynch, i sacerdoti che sono gay ma egodistonici, cioè "odiano la loro omosessualità", sono accettabili, mentre i candidati al sacerdozio egosintonici, quelli che accettano la propria sessualità, non possono essere considerati.
Alcune Chiese pubblicano istruzioni specifiche al clero su come approcciarsi a persone gay e lesbiche. Ne sono un esempio il Ministero per le persone con un'inclinazione omosessuale, prodotto dalla Chiesa cattolica, e Dio ama i suoi figli, prodotto dalla Chiesa di Gesù Cristo dei Santi degli Ultimi Giorni. L'APA incoraggia i leader religiosi a riconoscere che è al di fuori del loro ruolo giudicare questioni scientifiche empiriche in psicologia.
I professionisti della salute mentale possono incorporare la religione nella terapia "integrando aspetti della psicologia della religione nel loro lavoro, anche ottenendo una valutazione approfondita delle credenze spirituali e religiose dei clienti, dell'identità e delle motivazioni religiose e del funzionamento spirituale; migliorando un adattamento religioso positivo; ed esplorare l'intersezione tra identità religiosa e di orientamento sessuale". I ricercatori hanno scoperto che per alcuni clienti che hanno "conflitti di identità" questi possono essere ridotti leggendo testi religiosi che aumentano l'autorità e consentono loro di ridurre la loro attenzione sui messaggi negativi sull'omosessualità. I ricercatori hanno anche scoperto che tali clienti hanno fatto ulteriori progressi se sono giunti a credere che, indipendentemente dal loro orientamento sessuale, il loro Dio li ama e li accetta ancora.
Alcune persone gay e lesbiche scelgono gruppi religiosi che affermano i diritti LGBT, si convertono verso chiese che affermano le persone LGBT o semplicemente lasciano la religione.